# William Walker Atkinson

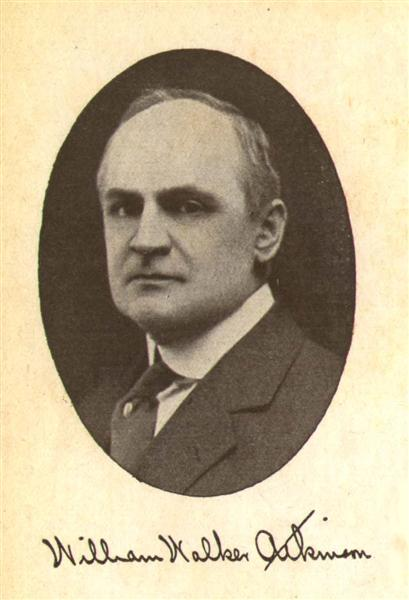
William Walker Atkinson

William Walker Atkinson (* 5. Dezember 1862 in Baltimore; † 22. November 1932 in Los Angeles) war ein US-amerikanischer Kaufmann und Anwalt sowie ein Autor im Bereich der Neugeist-Bewegung.

## Leben
William Walker Atkinson wurde am 5. Dezember 1862 in Baltimore als Sohn von Emma und William Atkinson geboren. Sein Berufsleben begann er 1882 als Kaufmann. Im Jahre 1894 wurde er in Pennsylvania als Anwalt zugelassen. Seine Laufbahn als Anwalt verlief erfolgreich und brachte ihm Wohlstand. Später führten Stress und Überarbeitung zum physischen und psychischen Zusammenbruch von Atkinson und in der Folge zum finanziellen Ruin. Nach dem Kontakt mit der Neugeist-Bewegung gelang Atkinson die Wiederherstellung seiner geistigen und physischen Gesundheit.
Atkinson trat besonders als ein sehr produktiver Autor hervor. Da er nicht nur unter seinem eigenen Namen, sondern auch unter vielen verschiedenen Pseudonymen schrieb, ist heute nicht mehr vollständig nachzuvollziehen, wie viele Schriften er tatsächlich verfasste. Wenn man jedoch alle ihm üblicherweise zugeschriebenen Pseudonyme zusammenzählt, muss er in den letzten 30 Jahren seines Lebens rund 100 Bücher geschrieben haben. Im englischen Sprachraum zählen etliche seiner Werke zu den „Klassikern“ im Bereich des Okkultismus und des Yoga, die noch heute – gut 100 Jahre nach ihrer Entstehung – verlegt werden.

## Werke (in Auswahl)
- Thought-Force in Business and Everyday Life, Chicago 1900 (dt. Gedankenkraft im Geschäfts- und Alltagsleben, Berlin 1901; Graz 2007, ISBN 978-3-902640-91-8)
- Law of the New Thought, 1902
- Memory Culture: The Science of Observing, Remembering and Recalling, 1903
- Hatha Yoga, or the Yogi Philosophy of Physical Well-Being, 1904 (als „Yogi Ramacharaka“; dt. Die Yogi-Philosophie des körperlichen Wohlbefindens, München 1981, ISBN 3-923144-00-8)
- The Hindu-yogi Science of Breath, 1904 (als „Yogi Ramacharaka“; dt. Die Wissenschaft des Atmens nach den Lehren des heiligen Vedanta, Leipzig 1911)
- Gnani Yoga (A Series of Lessons in Gnani Yoga), 1907 (als „Yogi Ramacharaka“; dt. Jnana Yoga – Ein Kurs im Yoga des Wissens, Edition Solis 2015, ISBN 978-3-943739-64-0; dt. Jnana Yoga – Ein Kurs im Yoga des Wissens, 2013, ISBN 978-1-4827-6329-4)
- Dynamic Thought or the Law of Vibrant Energy, 1906
- Thought Vibration or the Law of Attraction in the Thought World, Chicago 1906 (dt. Gedankenvibration oder das Gesetz der Anziehung in der Gedankenwelt, Bensheim 2008, ISBN 978-3-938219-06-5)
- Mental Fascination, 1907
- Practical Mind-Reading, 1907 (dt. Gedankenlesen – praktisch angewandt, Edition Solis 2015, ISBN 978-3-943739-75-6)
- Practical Psychomancy and Crystal Gazing, Chicago 1907
- The Secret of Success: Self-Healing by Thought Force, 1907 (dt. Das Geheimnis des Erfolges, Neuenkirchen 2010, ISBN 978-3-940185-16-7)
- The Inner Consciousness, Chicago 1908
- Practical Mental Influence, 1908
- Reincarnation and the Law of Karma, 1908 (dt. Reinkarnation und Karma, Hamburg 2010, ISBN 978-3-937392-54-7)
- The Art of Logical Thinking, 1909
- New Psychology: Its Message, Principles and Practice, 1909
- Subconscious and the Superconscious Planes of Mind, 1909
- Mind and Body or Mental States and Physical Conditions, 1910
- Telepathy: Its Theory, Facts, and Proof, 1910
- Mastery of Being, 1911
- Memory: How to Develop, Train, and Use It, 1911
- Practical New Thought: Several Things that Have Helped People, 1911
- Your Mind and How to Use It: A Manual of Practical Psychology, 1911
- Mind Power: The Secret of Mental Magic, Chicago 1912
- The Human Aura: Astral Colors and Thought Forms, 1912 (als „Swami Panchadasi“; dt. Die Aura des Menschen, 2013, ISBN 978-1-4820-6452-0)
- The Psychology of Salesmanship, 1912
- The Astral World: Its Scenes, Dwellers and Phenomena, 1915 (als „Swami Panchadasi“; dt. Die Astralwelt, Hamburg 2010, ISBN 978-3-937392-56-1)
- Suggestion and Auto-Suggestion, 1915
- How to Read Human Nature, ca. 1918